# Ikuantao

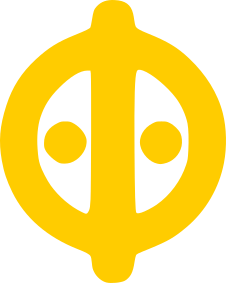
Simbolo dell'Ikuantao, rappresentante Dio.

L'Ikuantao, conosciuto anche come I Kuan Tao (o I Quan Tao) e Yi Guan Dao (一貫道, letteralmente "l'unità del Tao"), è una religione sincretica nata nel 1928, attingendo elementi in particolare dalle religioni tradizionali cinesi, quali il Taoismo, il Buddhismo cinese e il Confucianesimo, ma anche dal Cristianesimo e dall'Islam. L'Ikuantao riconosce infatti tutte le religioni come vie valide per il raggiungimento della verità, proponendosi contemporaneamente come una via universalizzante di questa verità e per diretta conseguenza come religione universale. L'I Kuan Tao non nacque certamente in un momento favorevole per la sua diffusione: in Cina è tutt'oggi considerata illegale e perseguitata (come tutte le altre minoranze religiose); a Taiwan la situazione fu analoga fino al 1987, anno dopo il quale la libertà religiosa consentì all'Iquantaoismo di consolidarsi e diffondersi sull'isola stessa, dove oggi è la terza fede più diffusa, dopo il Taoismo e il Buddhismo. Nel 2002 l'Iquantaoismo contava circa un milione di fedeli e tremilacento templi, il principale dei quali situato a El Monte in California.

## Significato del nome
- I kuan (一貫) è un termine che essenzialmente significa "consistenza" o più propriamente "unità". Calato nel contesto iquantaoista questo prefisso sta ad indicare il fatto che la religione tenda ad armonizzare concetti assimilati dalle più disparate fedi. Questo termine è preso da un'affermazione di Confucio in cui il saggio affermò che tutta la realtà è pervasa da un'unica, universale verità (吾道一以貫之 wu dao yi yi guan zhi, letteralmente "un'unità che pervade tutto").

(Confucio)

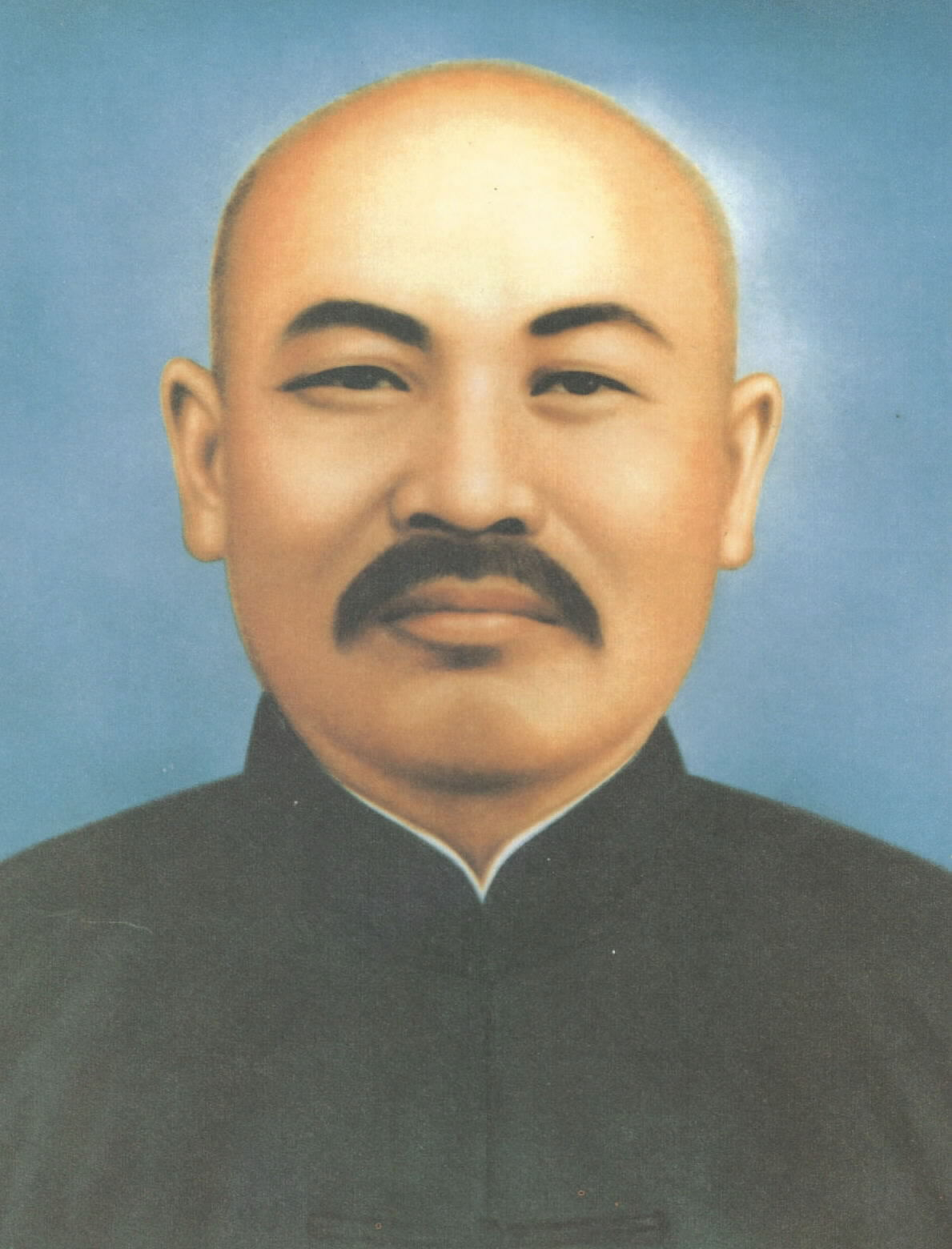
Zhang Tianran, fondatore dell'Ikuantao.

- Tao (道 ) è un termine dai molteplici significati, tra cui "la via" o "il sentiero". In passato fu molto usato nel nome di alcune sette cinesi semplicemente con il significato di "religione", come in Tai Ping Tao (太平道) un'antica setta nel periodo della dinastia Han. Il significato più comune è comunque quello che assume in ambito taoista e confuciano, e anche iquantaoista, contesto in cui indica il Principio divino, e la madre generatrice di tutto ciò che esiste. A causa del nome I Kuan Tao, la corrente è spesso considerata parte del Taoismo, e i fedeli iquantaoisti non rigettano questa definizione, sebbene la storia, gli insegnamenti, le pratiche e il modello istituzionale siano molto diversi da quelli classici cinesi.

A causa della messa al bando negli anni sessanta e settanta, la setta si presentò anche con nomi differenti, tra i quali: Società di Mencio e di Confucio e Società della Morale. Spesso utilizzarono anche il nome Zhenli Tiandao (真理天道, letteralmente "via del Cielo").

## Origini ed evoluzione
Per l'evoluzione di un semplice culto in una vera e propria religione è estremamente importante la presenza e la personalità del suo fondatore. Dagli anni trenta alla fine degli anni sessanta, il movimento portò l'impronta del suo diretto fondatore, Zhang Tianran, originario dello Shandong. Negli anni settanta con i problemi a Taiwan, i fedeli tesero ad attribuire al maestro nuove caratteristiche e se in futuro l'Ikuantao si diffonderà ampiamente, le sue caratteristiche potrebbero mutare ulteriormente. Il movimento nella sua forma attuale è di origine relativamente recente, sebbene molti ne ricolleghino le origini alle prime riforme taoiste del XVII secolo, con particolari enfasi sulla figura di Huang Dehui (黃德輝), nono patriarca del Taoismo Quanzhen, il quale diede maggiore peso al concetto, già presente nel Taoismo, di una verità comune a tutte le religioni. La nuova setta fondata dal patriarca prese il nome di Xiantiandao (先天道, letteralmente "Via del Cielo delle origini"), che concentrava la sua dottrina sul concetto della Antica Madre senza nascita, una delle tante manifestazioni di una divinità taoista femminile. L'obiettivo del patriarca era quello di fondare una nuova corrente in grado di unire in un'unica grande religione le tre forme di spiritualità classiche della Cina, ovvero Buddhismo, Taoismo e Confucianesimo. Di tentativi simili ne erano già stati fatti, in verità: lo stesso Wang Chongyang 王重陽 espresse tale tipo di ideali fondando la corrente Quanzhen del Taoismo, il cui nome significa letteralmente "Via della verità comune".

### Storia moderna
Alla fine del XIX secolo il tredicesimo patriarca della Via del Cielo da cui si dipanerà l'Ikuantao, decise di dare maggiore enfasi agli elementi confuciani, eliminando le forme monastiche e le pratiche ascetiche tipiche del Taoismo, e dando meno importanza all'iconografia del divino e più alla preghiera. Inoltre venne introdotta l'usanza di indossare abiti specifici durante le cerimonie religiose, oggi soprattutto divise in stile occidentale (chiamate qipao per le donne e mapao per gli uomini) e solo per i più attivi membri della comunità. Si insistette anche nel rendere la religione il più compatibile con la vita moderna, lasciando tempo per occuparsi delle proprie occupazioni e della famiglia, e dando maggior peso all'armonia sociale. Agli inizi del XX secolo, Zhang Tianran, personaggio enigmatico originario dello Shandong fondò la setta di cui sarà il maestro principale dal 1930 al 1947, l'I Kuan Tao nella sua forma moderna. Il successore di Tianran fu sua moglie, Sun Huiming, la quale sarà costretta a rifugiarsi a Taiwan nel 1954 (dove morì nel 1975) con le ondate antireligiose portate dalla Rivoluzione Culturale. Con la libertà religiosa l'Ikuantao ha iniziato a diffondersi, non solo in Oriente ma anche in America, dove attualmente si trova il tempio principale.

## Le divinità
L'Ikuantao è una religione panenteista e politeista. Essendo nel complesso una religione sincretica, tra le sue divinità sono presenti figure tratte da diverse religioni. Si tratta di figure principali, dato che il pantheon non è definito, considerando valida qualsiasi entità divina. Al vertice di tutto è presente un dio assoluto, un'energia cosmica che pervade l'universo, da esso stesso generato. Questa divinità è chiamata Re dei Cieli, la Luce, la Madre Infinita (明明上帝 Ming Ming Shang Ti). È una divinità che unisce i vari concetti di divinità suprema delle principali religioni da cui l'Ikuantao ha tratto elementi, e queste divinità sono identificate con esso, tra cui diversi dèi taoisti e confuciani, Shangdi (il dio supremo della religione popolare cinese), la natura del Buddha e il Dio del Cristianesimo e dell'Islam. Vi è poi tutta una serie di divinità, tra cui si possono riconoscere delle figure prominenti: il Maitreya (彌勒佛), il prossimo Buddha, successore dello storico Sakyamuni Buddha, in realtà già incarnato, secondo gli iquantaoisti nel diciassettesimo patriarca Lu Zhong Yi; Guanyin (觀世音菩薩 o 南海古佛), la dea della misericordia, venerata tradizionalmente nel Buddhismo e nel Taoismo e Mazu, la dea delle acque; Ji Gong, (濟公活佛), un monaco buddhista zen venerato come incarnazione di un Arhat; Yue Huei (月慧菩薩), la dea della Luna, consorte di Ji Gong, spesso identificata come uno spirito d'acqua, salvatrice delle anime umane; Guan Yu (關聖帝君) (chiamato anche Guan Gong o Guan Ti), una divinità comunemente venerata nei templi cinesi, sia buddhisti sia taoisti. Tradizionalmente un dio della guerra, è considerato anche come patrono dei precetti insieme ad altri dèi, ovvero Lü Dongbin, Zhang Fei e Yue Fei; vi sono infine i fondatori delle cinque religioni che l'Ikuantao sintetizza. Essi sono venerati come incarnazioni di divinità, in questo gruppo si trovano Laozi, Confucio, Gesù, Buddha e Maometto. Ogni fedele può poi venerare anche i suoi antenati, oppure divinità a cui è particolarmente legato. I templi iquanisti, come anche tradizionalmente quelli delle altre religioni cinesi, sono aperti anche a membri appartenenti ad altri gruppi religiosi, che vi possono pregare liberamente. Alcuni templi sono tuttavia limitati ai soli membri delle comunità iquaniste.

## Dottrina

### Evoluzione ciclica dell'universo
Basato su una concezione ciclica dell'evoluzione dell'universo, il millenarismo è un componente importante dell'insegnamento I Kuan Tao. Secondo la concezione iquantaoista maggioritaria, l'universo ha già attraversato due cicli da dodici stadi di diecimilaottocento anni ciascuno, e starebbe per iniziare il terzo ciclo, quello in cui verrà rivelata la verità. Ad ogni ciclo è associata una divinità: Fuxi, che rivelò il mistero dei sessantaquattro esagrammi del Libro dei Mutamenti è associato al primo ciclo; il Buddha Shakyamuni al secondo; il buddha del futuro, ovvero Maitreya, è associato al terzo ciclo cosmico. Il Maitreya non è ancora giunto, ma l'insegnamento iquantaoista afferma che l'era è prossima, sebbene l'uomo non sia ancora pronto per un tale evento, data la difficoltà nella propagazione di questa convinzione escatologica. In generale la nozione ciclica del cosmo è una caratteristica che interessa anche altre dottrine dell'Ikuantao. Il principio che regola l'universo, il Li (理) è una forza ciclica che regola il Qi (氣), ed entrambi insieme regolano lo Xiang (象), ovvero il ciclo delle manifestazioni. Per l'Iquantaoismo questo ciclo si inverte periodicamente, portando calamità. Per alcuni esistono anche dei micro-cicli energetici che si invertono ogni tre anni.

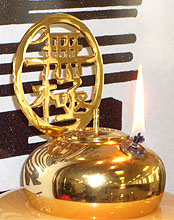
Lampada ad olio ritualistica.

### Pratiche e convenzioni
Le pratiche religiose iquantao consistono essenzialmente in recitazioni di testi e preghiere, invocazioni, meditazione e pratiche fisiche come il Kung Fu. L'Ikuantao ha abbandonato le pratiche fisiche volte a migliorare sia la mente che lo spirito, tipiche del Taoismo, adottando una forma di arte marziale simile a quella insegnata dal tempio di Shaolin. I fedeli sono classificati in una serie di gradi in base alla loro esperienza spirituale. Tra questi livelli si trovano: gli adepti (qiudao), categoria comprendente le persone che prendono parte ai riti senza un'iscrizione ufficiale a qualche organizzazione; i praticanti (xiudao), ovvero la grande maggioranza dei fedeli; coloro che hanno raggiunto un alto livello di conoscenza della via (chengdao) e coloro che hanno ottenuto la virtù (dedao). I fedeli sono inoltre incoraggiati a seguire sei dettami base: mettere in pratica le cinque etiche e le otto virtù (sistemi di origine confuciana); praticare un'alimentazione vegetariana e astenersi da alcool e tabacco; incoraggiare altre persone a convertirsi all'Iquantaoismo; recitare le preghiere quotidiane (due al giorno); frequentare gli ambienti religiosi e prendere parte alle cerimonie, alle preghiere collettive e alle letture morali; cantare leggendo le sacre scritture. I fedeli sono inoltre liberi di aprire nuovi templi, anche utilizzando sale della propria abitazione.

### I tre tesori
Un nuovo fedele viene sempre iniziato dal sacerdote di una comunità (點傳師, Dian Chuan Shi) che si crede detenga il Mandato del Cielo (天命) attraverso cui salvare le anime dei fedeli, infatti per gli iquantaoisti, i sacramenti attuati dal prete conferiscono all'anima la capacità di ascendere direttamente al paradiso dopo la morte. A un nuovo iniziato vengono offerti i cosiddetti tre tesori (三寶, San Bao), ovvero: 
- La Porta del Cielo (玄關, Xian Guan Chiao), ovvero la collocazione dello Yin Tang o Terzo Occhio, ritenuto il centro energetico dell'anima. Si crede che il sacramento apra il portale consentendo all'anima di liberarsi dal corpo dopo la morte;
- Il Mantra Segreto (口訣, Kou Cue), un mantra di cinque parole da utilizzare nelle situazioni di difficoltà per invocare le divinità;
- Il Mudra Contratto (合同印, He Tong Yin), un gesto derivato dal Buddhismo e dal Taoismo. Simboleggia il fatto che dopo l'iniziazione il fedele divenga a tutti gli effetti un figlio di Dio.